# Список астероїдів (37501—37600)
| Назва                             | Тимчасове позначення | Дата відкриття    | Місце відкриття                | Відкривач                                              |
| --------------------------------- | -------------------- | ----------------- | ------------------------------ | ------------------------------------------------------ |
| (37501) 2130 T-2                  | 2130 T-2             | 29 вересня 1973   | Паломарська обсерваторія       | К. Й. ван Гаутен, І. ван Гаутен-Ґроневельд, Т. Герельс |
| (37502) 2257 T-2                  | 2257 T-2             | 29 вересня 1973   | Паломарська обсерваторія       | К. Й. ван Гаутен, І. ван Гаутен-Ґроневельд, Т. Герельс |
| (37503) 2288 T-2                  | 2288 T-2             | 29 вересня 1973   | Паломарська обсерваторія       | К. Й. ван Гаутен, І. ван Гаутен-Ґроневельд, Т. Герельс |
| (37504) 3052 T-2                  | 3052 T-2             | 30 вересня 1973   | Паломарська обсерваторія       | К. Й. ван Гаутен, І. ван Гаутен-Ґроневельд, Т. Герельс |
| (37505) 3062 T-2                  | 3062 T-2             | 30 вересня 1973   | Паломарська обсерваторія       | К. Й. ван Гаутен, І. ван Гаутен-Ґроневельд, Т. Герельс |
| (37506) 3107 T-2                  | 3107 T-2             | 30 вересня 1973   | Паломарська обсерваторія       | К. Й. ван Гаутен, І. ван Гаутен-Ґроневельд, Т. Герельс |
| (37507) 3141 T-2                  | 3141 T-2             | 30 вересня 1973   | Паломарська обсерваторія       | К. Й. ван Гаутен, І. ван Гаутен-Ґроневельд, Т. Герельс |
| (37508) 3190 T-2                  | 3190 T-2             | 30 вересня 1973   | Паломарська обсерваторія       | К. Й. ван Гаутен, І. ван Гаутен-Ґроневельд, Т. Герельс |
| (37509) 3192 T-2                  | 3192 T-2             | 30 вересня 1973   | Паломарська обсерваторія       | К. Й. ван Гаутен, І. ван Гаутен-Ґроневельд, Т. Герельс |
| (37510) 3235 T-2                  | 3235 T-2             | 30 вересня 1973   | Паломарська обсерваторія       | К. Й. ван Гаутен, І. ван Гаутен-Ґроневельд, Т. Герельс |
| (37511) 3303 T-2                  | 3303 T-2             | 30 вересня 1973   | Паломарська обсерваторія       | К. Й. ван Гаутен, І. ван Гаутен-Ґроневельд, Т. Герельс |
| (37512) 4197 T-2                  | 4197 T-2             | 29 вересня 1973   | Паломарська обсерваторія       | К. Й. ван Гаутен, І. ван Гаутен-Ґроневельд, Т. Герельс |
| (37513) 5068 T-2                  | 5068 T-2             | 25 вересня 1973   | Паломарська обсерваторія       | К. Й. ван Гаутен, І. ван Гаутен-Ґроневельд, Т. Герельс |
| (37514) 1118 T-3                  | 1118 T-3             | 17 жовтня 1977    | Паломарська обсерваторія       | К. Й. ван Гаутен, І. ван Гаутен-Ґроневельд, Т. Герельс |
| (37515) 2008 T-3                  | 2008 T-3             | 16 жовтня 1977    | Паломарська обсерваторія       | К. Й. ван Гаутен, І. ван Гаутен-Ґроневельд, Т. Герельс |
| (37516) 2027 T-3                  | 2027 T-3             | 16 жовтня 1977    | Паломарська обсерваторія       | К. Й. ван Гаутен, І. ван Гаутен-Ґроневельд, Т. Герельс |
| (37517) 2134 T-3                  | 2134 T-3             | 16 жовтня 1977    | Паломарська обсерваторія       | К. Й. ван Гаутен, І. ван Гаутен-Ґроневельд, Т. Герельс |
| (37518) 2410 T-3                  | 2410 T-3             | 16 жовтня 1977    | Паломарська обсерваторія       | К. Й. ван Гаутен, І. ван Гаутен-Ґроневельд, Т. Герельс |
| 37519 Amphios                     | 3040 T-3             | 16 жовтня 1977    | Паломарська обсерваторія       | К. Й. ван Гаутен, І. ван Гаутен-Ґроневельд, Т. Герельс |
| (37520) 3193 T-3                  | 3193 T-3             | 16 жовтня 1977    | Паломарська обсерваторія       | К. Й. ван Гаутен, І. ван Гаутен-Ґроневельд, Т. Герельс |
| (37521) 3280 T-3                  | 3280 T-3             | 16 жовтня 1977    | Паломарська обсерваторія       | К. Й. ван Гаутен, І. ван Гаутен-Ґроневельд, Т. Герельс |
| (37522) 3367 T-3                  | 3367 T-3             | 16 жовтня 1977    | Паломарська обсерваторія       | К. Й. ван Гаутен, І. ван Гаутен-Ґроневельд, Т. Герельс |
| (37523) 4076 T-3                  | 4076 T-3             | 16 жовтня 1977    | Паломарська обсерваторія       | К. Й. ван Гаутен, І. ван Гаутен-Ґроневельд, Т. Герельс |
| (37524) 4375 T-3                  | 4375 T-3             | 16 жовтня 1977    | Паломарська обсерваторія       | К. Й. ван Гаутен, І. ван Гаутен-Ґроневельд, Т. Герельс |
| (37525) 5127 T-3                  | 5127 T-3             | 16 жовтня 1977    | Паломарська обсерваторія       | К. Й. ван Гаутен, І. ван Гаутен-Ґроневельд, Т. Герельс |
| (37526) 5721 T-3                  | 5721 T-3             | 16 жовтня 1977    | Паломарська обсерваторія       | К. Й. ван Гаутен, І. ван Гаутен-Ґроневельд, Т. Герельс |
| (37527) 1971 UJ1                  | 1971 UJ1             | 26 жовтня 1971    | Гамбурзька обсерваторія        | Любош Когоутек                                         |
| (37528) 1975 SX                   | 1975 SX              | 30 вересня 1975   | Паломарська обсерваторія       | Ш. Дж. Бас                                             |
| (37529) 1977 EL8                  | 1977 EL8             | 12 березня 1977   | Обсерваторія Кісо              | Хірокі Косаї, Кіїтіро Фурукава                         |
| 37530 Dancingangel                | 1977 RP7             | 11 вересня 1977   | КрАО                           | Черних Микола Степанович                               |
| (37531) 1978 VF7                  | 1978 VF7             | 7 листопада 1978  | Паломарська обсерваторія       | Е. Гелін, Ш. Дж. Бас                                   |
| (37532) 1978 VL8                  | 1978 VL8             | 6 листопада 1978  | Паломарська обсерваторія       | Е. Гелін, Ш. Дж. Бас                                   |
| (37533) 1979 MX8                  | 1979 MX8             | 25 червня 1979    | Обсерваторія Сайдинг-Спрінг    | Е. Гелін, Ш. Дж. Бас                                   |
| (37534) 1980 FL4                  | 1980 FL4             | 16 березня 1980   | Обсерваторія Ла-Сілья          | Клаес-Інґвар Лаґерквіст                                |
| (37535) 1981 DP                   | 1981 DP              | 28 лютого 1981    | Обсерваторія Сайдинг-Спрінг    | Ш. Дж. Бас                                             |
| (37536) 1981 EM2                  | 1981 EM2             | 2 березня 1981    | Обсерваторія Сайдинг-Спрінг    | Ш. Дж. Бас                                             |
| (37537) 1981 EP2                  | 1981 EP2             | 2 березня 1981    | Обсерваторія Сайдинг-Спрінг    | Ш. Дж. Бас                                             |
| (37538) 1981 EK3                  | 1981 EK3             | 2 березня 1981    | Обсерваторія Сайдинг-Спрінг    | Ш. Дж. Бас                                             |
| (37539) 1981 EY4                  | 1981 EY4             | 2 березня 1981    | Обсерваторія Сайдинг-Спрінг    | Ш. Дж. Бас                                             |
| (37540) 1981 ES7                  | 1981 ES7             | 1 березня 1981    | Обсерваторія Сайдинг-Спрінг    | Ш. Дж. Бас                                             |
| (37541) 1981 EW7                  | 1981 EW7             | 1 березня 1981    | Обсерваторія Сайдинг-Спрінг    | Ш. Дж. Бас                                             |
| (37542) 1981 EJ8                  | 1981 EJ8             | 1 березня 1981    | Обсерваторія Сайдинг-Спрінг    | Ш. Дж. Бас                                             |
| (37543) 1981 ER8                  | 1981 ER8             | 1 березня 1981    | Обсерваторія Сайдинг-Спрінг    | Ш. Дж. Бас                                             |
| (37544) 1981 EY16                 | 1981 EY16            | 6 березня 1981    | Обсерваторія Сайдинг-Спрінг    | Ш. Дж. Бас                                             |
| (37545) 1981 EA18                 | 1981 EA18            | 2 березня 1981    | Обсерваторія Сайдинг-Спрінг    | Ш. Дж. Бас                                             |
| (37546) 1981 ET20                 | 1981 ET20            | 2 березня 1981    | Обсерваторія Сайдинг-Спрінг    | Ш. Дж. Бас                                             |
| (37547) 1981 EH22                 | 1981 EH22            | 2 березня 1981    | Обсерваторія Сайдинг-Спрінг    | Ш. Дж. Бас                                             |
| (37548) 1981 EO30                 | 1981 EO30            | 2 березня 1981    | Обсерваторія Сайдинг-Спрінг    | Ш. Дж. Бас                                             |
| (37549) 1981 ET30                 | 1981 ET30            | 2 березня 1981    | Обсерваторія Сайдинг-Спрінг    | Ш. Дж. Бас                                             |
| (37550) 1981 EE31                 | 1981 EE31            | 2 березня 1981    | Обсерваторія Сайдинг-Спрінг    | Ш. Дж. Бас                                             |
| (37551) 1981 EY34                 | 1981 EY34            | 2 березня 1981    | Обсерваторія Сайдинг-Спрінг    | Ш. Дж. Бас                                             |
| (37552) 1981 EU39                 | 1981 EU39            | 2 березня 1981    | Обсерваторія Сайдинг-Спрінг    | Ш. Дж. Бас                                             |
| (37553) 1981 EN43                 | 1981 EN43            | 3 березня 1981    | Обсерваторія Сайдинг-Спрінг    | Ш. Дж. Бас                                             |
| (37554) 1981 ET44                 | 1981 ET44            | 7 березня 1981    | Обсерваторія Сайдинг-Спрінг    | Ш. Дж. Бас                                             |
| (37555) 1981 EG47                 | 1981 EG47            | 2 березня 1981    | Обсерваторія Сайдинг-Спрінг    | Ш. Дж. Бас                                             |
| 37556 Связьтай (Svyaztie)         | 1982 QP3             | 28 серпня 1982    | КрАО                           | Черних Микола Степанович, Marsden, B. G.               |
| (37557) 1984 JR                   | 1984 JR              | 9 травня 1984     | Паломарська обсерваторія       | Джеймс Ґібсон                                          |
| (37558) 1984 SG6                  | 1984 SG6             | 22 вересня 1984   | Обсерваторія Ла-Сілья          | Анрі Дебеонь                                           |
| (37559) 1985 UR                   | 1985 UR              | 20 жовтня 1985    | Обсерваторія Клеть             | Антонін Мркос                                          |
| (37560) 1986 QK3                  | 1986 QK3             | 29 серпня 1986    | Обсерваторія Ла-Сілья          | Анрі Дебеонь                                           |
| 37561 Churgym                     | 1988 CR              | 13 лютого 1988    | Обсерваторія Ла-Сілья          | Ерік Вальтер Ельст                                     |
| (37562) 1988 MA                   | 1988 MA              | 16 червня 1988    | Паломарська обсерваторія       | Е. Гелін                                               |
| (37563) 1988 SG2                  | 1988 SG2             | 16 вересня 1988   | Обсерваторія Серро Тололо      | Ш. Дж. Бас                                             |
| (37564) 1988 TR3                  | 1988 TR3             | 13 жовтня 1988    | Обсерваторія Кушіро            | Сейджі Уеда, Хіроші Канеда                             |
| (37565) 1988 VL3                  | 1988 VL3             | 3 листопада 1988  | Обсерваторія Кітамі            | Тецуя Фудзі, Кадзуро Ватанабе                          |
| (37566) 1989 GY1                  | 1989 GY1             | 3 квітня 1989     | Обсерваторія Ла-Сілья          | Ерік Вальтер Ельст                                     |
| (37567) 1989 SC3                  | 1989 SC3             | 26 вересня 1989   | Обсерваторія Ла-Сілья          | Ерік Вальтер Ельст                                     |
| (37568) 1989 TP                   | 1989 TP              | 4 жовтня 1989     | Паломарська обсерваторія       | Е. Гелін                                               |
| (37569) 1989 UG                   | 1989 UG              | 23 жовтня 1989    | Обсерваторія Ґекко             | Йошіакі Ошіма                                          |
| (37570) 1989 UD1                  | 1989 UD1             | 25 жовтня 1989    | Обсерваторія Ґекко             | Йошіакі Ошіма                                          |
| (37571) 1989 UE1                  | 1989 UE1             | 25 жовтня 1989    | Обсерваторія Ґекко             | Йошіакі Ошіма                                          |
| (37572) 1989 UC5                  | 1989 UC5             | 30 жовтня 1989    | Обсерваторія Серро Тололо      | Ш. Дж. Бас                                             |
| 37573 Енрікокарузо (Enricocaruso) | 1989 UB7             | 23 жовтня 1989    | Обсерваторія Карла Шварцшильда | Ф. Бернґен                                             |
| (37574) 1990 QE6                  | 1990 QE6             | 25 серпня 1990    | Паломарська обсерваторія       | Генрі Гольт                                            |
| (37575) 1990 QD7                  | 1990 QD7             | 20 серпня 1990    | Обсерваторія Ла-Сілья          | Ерік Вальтер Ельст                                     |
| (37576) 1990 QW9                  | 1990 QW9             | 24 серпня 1990    | Паломарська обсерваторія       | Генрі Гольт                                            |
| (37577) 1990 RG                   | 1990 RG              | 14 вересня 1990   | Паломарська обсерваторія       | Генрі Гольт                                            |
| (37578) 1990 RY2                  | 1990 RY2             | 15 вересня 1990   | Паломарська обсерваторія       | Генрі Гольт                                            |
| (37579) 1990 SO7                  | 1990 SO7             | 22 вересня 1990   | Обсерваторія Ла-Сілья          | Ерік Вальтер Ельст                                     |
| (37580) 1990 SH8                  | 1990 SH8             | 22 вересня 1990   | Обсерваторія Ла-Сілья          | Ерік Вальтер Ельст                                     |
| (37581) 1990 SU15                 | 1990 SU15            | 16 вересня 1990   | Паломарська обсерваторія       | Генрі Гольт                                            |
| 37582 Фарадей (Faraday)           | 1990 TT3             | 12 жовтня 1990    | Обсерваторія Карла Шварцшильда | Ф. Бернґен, Лутц Шмадель                               |
| 37583 Ramonkhanna                 | 1990 TH8             | 13 жовтня 1990    | Обсерваторія Карла Шварцшильда | Лутц Шмадель, Ф. Бернґен                               |
| 37584 Шляйден (Schleiden)         | 1990 TC9             | 10 жовтня 1990    | Обсерваторія Карла Шварцшильда | Ф. Бернґен, Лутц Шмадель                               |
| (37585) 1990 VQ8                  | 1990 VQ8             | 15 листопада 1990 | Обсерваторія Ла-Сілья          | Ерік Вальтер Ельст                                     |
| (37586) 1991 BP2                  | 1991 BP2             | 23 січня 1991     | Обсерваторія Кушіро            | Масанорі Мацумаяма, Кадзуро Ватанабе                   |
| (37587) 1991 CK3                  | 1991 CK3             | 14 лютого 1991    | Паломарська обсерваторія       | Е. Гелін                                               |
| 37588 Lynnecox                    | 1991 GA2             | 15 квітня 1991    | Паломарська обсерваторія       | Керолін Шумейкер, Девід Леві                           |
| (37589) 1991 NN9                  | 1991 NN9             | 9 липня 1991      | Паломарська обсерваторія       | Е. Гелін, Кеннет Лоренс                                |
| (37590) 1991 RA14                 | 1991 RA14            | 13 вересня 1991   | Паломарська обсерваторія       | Генрі Гольт                                            |
| (37591) 1991 TD4                  | 1991 TD4             | 10 жовтня 1991    | Паломарська обсерваторія       | Кеннет Лоренс                                          |
| 37592 Pauljackson                 | 1991 TG7             | 3 жовтня 1991     | Обсерваторія Карла Шварцшильда | Лутц Шмадель, Ф. Бернґен                               |
| (37593) 1991 UJ                   | 1991 UJ              | 18 жовтня 1991    | Обсерваторія Кушіро            | Сейджі Уеда, Хіроші Канеда                             |
| (37594) 1991 UJ1                  | 1991 UJ1             | 29 жовтня 1991    | Обсерваторія Кітт-Пік          | Spacewatch                                             |
| (37595) 1991 UZ1                  | 1991 UZ1             | 29 жовтня 1991    | Обсерваторія Кушіро            | Сейджі Уеда, Хіроші Канеда                             |
| (37596) 1991 VV6                  | 1991 VV6             | 9 листопада 1991  | Обсерваторія Ла-Сілья          | Ерік Вальтер Ельст                                     |
| (37597) 1992 EH10                 | 1992 EH10            | 2 березня 1992    | Обсерваторія Ла-Сілья          | UESAC                                                  |
| (37598) 1992 EL17                 | 1992 EL17            | 2 березня 1992    | Обсерваторія Ла-Сілья          | UESAC                                                  |
| (37599) 1992 EH18                 | 1992 EH18            | 3 березня 1992    | Обсерваторія Ла-Сілья          | UESAC                                                  |
| (37600) 1992 EO20                 | 1992 EO20            | 2 березня 1992    | Обсерваторія Ла-Сілья          | UESAC                                                  |

| ← Астероїди 30001—40000 → |             |             |             |             |             |             |             |             |             |
| 30001—30100               | 31001—31100 | 32001—32100 | 33001—33100 | 34001—34100 | 35001—35100 | 36001—36100 | 37001—37100 | 38001—38100 | 39001—39100 |
| 30101—30200               | 31101—31200 | 32101—32200 | 33101—33200 | 34101—34200 | 35101—35200 | 36101—36200 | 37101—37200 | 38101—38200 | 39101—39200 |
| 30201—30300               | 31201—31300 | 32201—32300 | 33201—33300 | 34201—34300 | 35201—35300 | 36201—36300 | 37201—37300 | 38201—38300 | 39201—39300 |
| 30301—30400               | 31301—31400 | 32301—32400 | 33301—33400 | 34301—34400 | 35301—35400 | 36301—36400 | 37301—37400 | 38301—38400 | 39301—39400 |
| 30401—30500               | 31401—31500 | 32401—32500 | 33401—33500 | 34401—34500 | 35401—35500 | 36401—36500 | 37401—37500 | 38401—38500 | 39401—39500 |
| 30501—30600               | 31501—31600 | 32501—32600 | 33501—33600 | 34501—34600 | 35501—35600 | 36501—36600 | 37501—37600 | 38501—38600 | 39501—39600 |
| 30601—30700               | 31601—31700 | 32601—32700 | 33601—33700 | 34601—34700 | 35601—35700 | 36601—36700 | 37601—37700 | 38601—38700 | 39601—39700 |
| 30701—30800               | 31701—31800 | 32701—32800 | 33701—33800 | 34701—34800 | 35701—35800 | 36701—36800 | 37701—37800 | 38701—38800 | 39701—39800 |
| 30801—30900               | 31801—31900 | 32801—32900 | 33801—33900 | 34801—34900 | 35801—35900 | 36801—36900 | 37801—37900 | 38801—38900 | 39801—39900 |
| 30901—31000               | 31901—32000 | 32901—33000 | 33901—34000 | 34901—35000 | 35901—36000 | 36901—37000 | 37901—38000 | 38901—39000 | 39901—40000 |